# رنين الموتى
رنين الموتى المعروف أكثر باسم إلى الموتى هو نداء عسكري فرنسي يُستخدم في الجنازات أو احتفالات المعارك أو أي احتفال لإحياء ذكرى الرجال والنساء الذين سقطوا في صراع مسلح.

## تاريخ
نشأت هذه النداءات خلال الحرب الأهلية الأمريكية بنداء عسكري للجيش الأمريكي، يُدعى "تابس"، وكان يُعزف عند "إطفاء الأنوار" وعند "إنزال العلم" أو الجنازات. وقد نُسبت إلى دانييل باترفيلد. كلمة "تابس" تعني "صنابير" بالإنجليزية، وهي مشتقة من عبارة "أغلق صنابير البيرة (وأعد الجنود إلى المعسكر)".
تأثر الجنرال غورو بالتأثير الذي أحدثه نداء "تابس" في الولايات المتحدة ونداء "لاست بوست" في المملكة المتحدة ودول الكومنولث على المشاركين في الاحتفالات، فبادر بتكليف قائد فرقة موسيقى الحرس الجمهوري، القائد بيير دوبون، بتأليف نداء مكافئ مناسب، وهو "إلى الموتى". في الواقع، كان إميل غالاند هو من ألّف النداء.
وفي فرنسا، سمع لأول مرة في 14 يوليو 1931 أثناء حفل إعادة إشعال الشعلة تحت قوس النصر، بحضور وزير الحرب أندريه ماجينو.
يبدأ بقرع الطبل، ويعزف على الأبواق مصحوبًا بالطبول، ويسبق دقيقة الصمت التي يتم الالتزام بها أثناء مراسم التكريم.
تم تقديره منذ استخدامه الأول، وأصبح معيارًا في القوات المسلحة الفرنسية منذ عام 1932.

## رابط خارجي
- الموسيقى العسكرية - الخدمة البريدية الفرنسية